# José Maria da Silva Paranhos
José Maria da Silva Paranhos, Visconde do Rio Branco (Salvador, 16 de março de 1819 – Rio de Janeiro, 1 de novembro de 1880), foi um estadista, diplomata, militar e jornalista brasileiro. Rio Branco nasceu na capital da capitania da Baía de Todos os Santos em uma família rica, porém a maior parte da fortuna foi perdida após a morte de seus pais ainda em sua infância. Foi o pai de José Maria da Silva Paranhos Júnior, Barão do Rio Branco e o avô do jogador de rugby, Paulo do Rio Branco.
Rio Branco estudou na Academia Real dos Guardas Marinhas e se tornou, em 1841, um aspirante de marinha. Mais tarde, no mesmo ano, foi estudar na Real Academia de Artilharia, Fortificação e Desenho, eventualmente se tornando um instrutor. Tornou-se um político do Partido Liberal em vez de continuar sua carreira como militar. Foi eleito deputado provincial do Rio de Janeiro em 1845 e subiu até o poder na província sob a tutelagem de Aureliano de Sousa e Oliveira Coutinho – um político veterano que exercia enorme influência sobre o jovem e inexperiente imperador D. Pedro II. Rio Branco temporariamente abandonou a política depois da queda de Aureliano Coutinho e a subsequente dissolução do Partido Liberal.
Seu trabalho como jornalista, destacando as ameaças representadas pelos conflitos armados nas repúblicas do rio da Prata, atraiu a atenção de Honório Hermeto Carneiro Leão, Marquês do Paraná, que o convidou a trabalhar como seu secretário em uma missão diplomática no Uruguai. Eles foram bem sucedidos na formação de alianças que eventualmente contribuíram para a queda de Juan Manuel de Rosas, ditador argentino que declarou guerra contra o Brasil. Rio Branco se juntou em 1853 ao Partido Conservador de Paraná e mais tarde fez parte do gabinete que o segundo presidiu. Rapidamente cresceu dentro do partido, enquanto vários membros se juntavam ao partido recém criado da Liga Progressista. Rio Branco foi enviado ao Uruguai em 1864 com o objetivo de conseguir um fim diplomático para a Guerra do Uruguai. Mesmo sendo bem sucedido, acabou repentinamente dispensado do cargo. Foi chamado novamente em 1869 e enviado para o Paraguai, desta vez para negociar o fim da Guerra do Paraguai. Seus esforços foram reconhecidos e Pedro II lhe criou o título de Visconde do Rio Branco.
Rio Branco foi nomeado Presidente do Conselho de Ministros (Primeiro-Ministro) em 1871. Foi o presidente que por mais tempo ininterruptamente ocupou o cargo, com seu gabinete sendo o segundo de maior duração na história brasileira. Seu governo ficou marcado por uma época de prosperidade econômica e da adoção de várias reformas necessárias, apesar de provarem-se falhas. A mais importante de suas iniciativas foi a Lei do Ventre Livre, que alforriava crianças nascidas de mulheres escravas. Rio Branco liderou o governo que aprovou a lei e sua promulgação aumentou sua popularidade. Entretanto, seu governo foi pego em uma crise com a Igreja Católica que resultou na expulsão de maçons das irmandades. Rio Branco renunciou junto com seu gabinete em 1875 após quatro anos. Sua saúde começou a deteriorar rapidamente depois de uma viagem pela Europa, sendo diagnosticado com câncer de boca. Rio Branco morreu em 1880 e foi muito lamentado. É considerado por muitos historiadores como um dos maiores estadistas do Brasil.

## Início de vida
José Maria da Silva Paranhos nasceu no dia 16 de março de 1819 em Salvador, Baía de Todos os Santos, na época quando o Brasil fazia parte do Reino Unido de Portugal, Brasil e Algarves. Seus pais eram Agostinho da Silva Paranhos e Josefa Emerenciana de Barreiros. Agostinho Paranhos e seus dois irmãos haviam imigrado para o Brasil no início do século XIX. Tornou-se um rico comerciante e se casou com Josefa, pertencente a uma das mais antigas famílias da Baía de Todos os Santos. A família dela tinha raízes na cidade do Porto, onde a própria família de Agostinho se originava. Permaneceu leal a Portugal em 1822 na época da Independência do Brasil, fazendo com que fosse ostracizado e perdesse seus negócios.

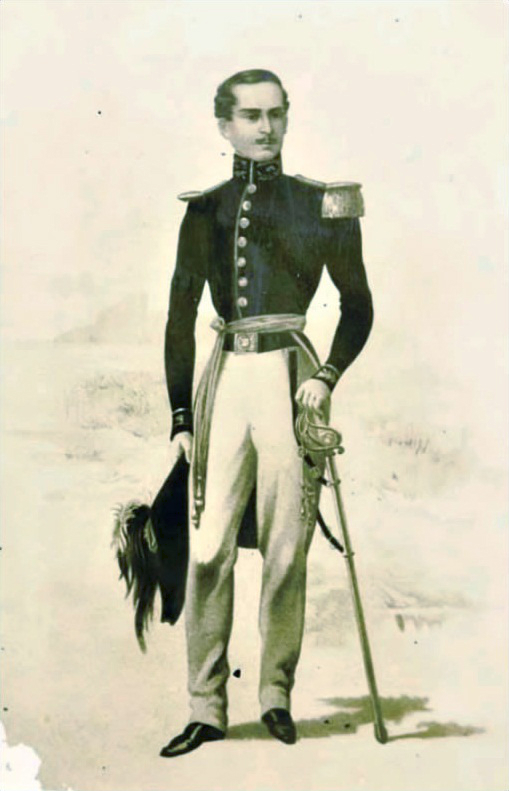
José Paranhos de uniforme de cadete do exército, c. 1841.

Paranhos teve uma infância simples e sem luxos. Apesar de seus pais não serem ricos, nunca passaram pela pobreza. Mais tarde em sua vida lembraria-se com carinho sobre a Baía de Todos os Santos como a "terra natal" de sua infância. Seu pai morreu enquanto ainda era criança e sua mãe morreu alguns anos depois. Ele e seus irmãos mais novos ficaram em uma situação precária já que o restante da fortuna de Agostinho tinha sido apropriada por um parente. Os irmãos foram salvos por um de seus tios maternos, Eusébio Gomes Barreiros, um coronel do Corpo de Engenheiros do exército. Barreiros cuidou dos filhos da irmã junto com os seus e pagou por suas educações. Ele teve uma grande influência no crescimento de Paranhos, e anos mais tarde seu sobrinho viria sempre falar muito bem sobre o tio.
Paranhos foi enviado a capital imperial Rio de Janeiro em 1835 aos catorze anos de idade para continuar seus estudos. No início do ano seguinte ele foi aceito na Academia Real dos Guardas Marinhas. Paranhos dava aulas para seus colegas de classe a fim de ajudar no pagamento de sua educação. Ele se formou em 1841 aos 22 anos com a patente de aspirante de marinha, entrando em seguida na Real Academia de Artilharia, Fortificação e Desenho. Paranhos foi atrás de um curso de engenharia e desenvolveu um gosto pela matemática. Foi promovido a alferes na marinha antes de se formar na escola militar e se tornou um professor substituto na escola naval. Ele se casou em 1842 com Teresa de Figueiredo Faria, cuja família também vinha da cidade do Porto em Portugal.
Paranhos se formou na escola militar em 1843 com a patente de alferes no Corpo de Engenheiros, porém decidiu voltar para a vida civil e se concentrar em sua carreira como professor. Ele se tornou um instrutor regular na academia naval no ano seguinte, dando aulas de artilharia. Foi transferido em 1845 para o corpo de professores da academia militar para dar aulas de artilharia, fortificação e mais tarde mecânica. Além de professor, Paranhos também se tornou jornalista e começou a trabalhar por volta de 1844 em jornais que apoiavam o Partido Liberal. Ele continuou como professor na escola militar e começou a dar aulas de economia política, estatística e direito administrativo por volta de 1863. Em 1874 se tornou deão da recém criada Escola de Engenharia (atual Escola Politécnica da Universidade Federal do Rio de Janeiro), um ramo civil do programa de engenharia da academia militar.

## Início da carreira política

### Facção Áulica
Os artigos escritos por Paranhos para os jornais liberais atraíram a atenção de outros membros do Partido Liberal. Ele se tornou amigo e protegido de Aureliano de Sousa e Oliveira Coutinho (posterior Visconde de Sepetiba). Na época, Aureliano Coutinho era a figura mais poderosa da política nacional do Brasil. Era líder da Facção Áulica, um grupo – algumas vezes considerado uma ala do Partido Liberal – que tinha uma influência sobre o jovem e inexperiente imperador D. Pedro II. Membros da facção incluíam importantes criados da criadagem imperial e políticos notáveis.
O imperador nomeou Aureliano Coutinho como Presidente do Rio de Janeiro em 1844, a mais rica e importante província do Brasil na época. Com o apoio de Aureliano Coutinho e da forte base política, Paranhos foi eleito para a Assembleia Legislativa Provincial em 1845, aos 26 anos de idade. No ano seguinte Aureliano Coutinho o nomeou como secretário provincial, depois vice-presidente e mais tarde presidente interino. Paranhos foi eleito em 1847 como deputado representando o Rio de Janeiro.
A Facção Áulica perdeu seu poder em 1847, depois de passar anos dominando a política brasileira. Pedro II amadureceu fisicamente e se tornou mais astuto politicamente, removendo todos ligados ao grupo de seus cargos. Como seu líder, Aureliano Coutinho foi completamente excluído da vida política: "resultado de um banimento implícito, se não proferido, imposto por D. Pedro II". O monarca deixou claro que não toleraria mais ser influenciado por facções políticas. De fevereiro de 1844 a maio de 1848, todos os quatro gabinetes que governaram o Brasil foram compostos inteiramente de membros do Partido Liberal. Divisões internas dentro do partido impediram o avanço de projetos Liberais que tinham o objetivo de modernizar o país, incluindo uma reforma educacional e a construção de ferrovias e linhas de telégrafo.
O imperador convidou o rival Partido Conservador para formar um novo gabinete logo depois da renúncia do último gabinete Liberal. Paranhos perdeu boa parte de sua influência com seu partido fora do governo. Entretanto, o Partido Liberal não estava disposto a aceitar a perda de poder. A facção mais radical dos Liberais na província de Pernambuco, conhecida como o Partido da Praia, defendeu abertamente uma revolta. Os praieiros, Liberais apenas nominalmente, eram associados da Facção Áulica. A revolta proposta seria uma tentativa de reconquistar o controle do governo. Os praieiros tiveram pouco apoio e a opinião pública ficou contra. O grupo não conseguiu convencer a maioria da população que uma revolta traria benefícios. A revolta foi completamente derrotada em 2 de fevereiro de 1849 depois de atacarem Recife, capital de Pernambuco. Mesmo Paranhos tendo condenado a Revolta Praieira, ela mais as quedas de Aureliano Coutinho e do Partido Liberal deixaram quase impossível uma continuação na carreira política. Seu foco voltou novamente para seu trabalho como jornalista.

### Guerra do Prata
Paranhos parou de escrever para jornais liberais depois de deixar a política e se tornou editor do politicamente neutro Jornal do Commercio. Ele escreveu uma série de artigos semanais de 1850 até o final de 1851 que eram chamados "Cartas a um Amigo Ausente". A coluna lidava com assuntos como política, a sociedade brasileira e a vida diária da capital. Seus artigos logo começaram a lidar também com a política externa do Brasil, especialmente da Confederação Argentina e da guerra civil no Uruguai.
Juan Manuel de Rosas, o ditador argentino, havia auxiliado os rebeldes separatistas brasileiros da província de São Pedro do Rio Grande do Sul durante a Revolução Farroupilha nas décadas de 1830 e 1840, e continuava tentando anexar a província. Além da ameaça para a integridade territorial brasileira, Rosas tinha ambições de conquistar o Paraguai, o Uruguai e a Bolívia. O gabinete Conservador do Brasil decidiu formar alianças militares com os países ameaçados pelo ditador. O Exército Brasileiro comandado por Luís Alves de Lima e Silva, Conde de Caxias (depois Duque de Caxias) cruzou a fronteira para o Uruguai em 4 de setembro de 1851.
Paranhos começou a escrever artigos apoiando a política externa proativa do Brasil, que o aproximou do Partido Conservador. O Ministro das Relações Exteriores, Paulino José Soares de Sousa (futuro Visconde do Uruguai), nomeou o líder Conservador Honório Hermeto Carneiro Leão (posterior Marquês do Paraná) como diplomata plenipotenciário especial na região do rio da Prata. Honório Hermeto surpreendeu e decidiu levar Paranhos como seu secretário, ignorando diplomatas brasileiros muito mais experientes. Eles partiram para a capital uruguaia Montevidéu em 23 de outubro de 1851.
Honório Hermeto conseguia enxergar o potencial das pessoas, e Paranhos – que havia se mostrado um homem competente durante seu tempo como político Liberal do Rio de Janeiro – tinha talentos que poderiam ser colocados em bom uso. Como Honório Hermeto disse a Paranhos ao justificar sua escolha de um jornalista jovem e inexperiente diplomaticamente: "Não consultei ninguém sobre nomeá-lo. O que influenciou minha mente foi seu mérito, que prezo: eu espero, senhor, que prove que eu acertei". Ele era um homem bonito e charmoso, tinha 1,95 m de altura, olhos azuis e cabelo loiro. O historiador Jeffrey D. Needell afirmou que em Paranhos, Honório Hermeto tinha "um homem com distinta habilidade literária, com um passado militar e um incomum bom conhecimento técnico, com instintos políticos e coragem política comprovada, e com uma necessidade clara para um novo patrono com o recente eclipse de Aureliano [Coutinho]". Tudo isso, além de uma cabeça fria, excepcionais habilidade oratórias, energia inesgotável e uma mente culta e criativa, lhe fizeram a pessoal ideal para o cargo.
Os dois homens chegaram em Montevidéu para negociações em 2 de novembro. Honório Hermeto assinou no dia 21 um tratado de aliança com o Uruguai e as províncias argentinas dissidentes de Entre Ríos e Corrientes. Uma divisão brasileira, junto com tropas uruguaias e argentinas, invadiu a Argentina. Os aliados venceram a Batalha de Monte Caseros em 3 de fevereiro de 1852 e derrotaram Rosas, que fugiu para o Reino Unido. Para Needell, Paranhos "rapidamente adaptou suas próprias habilidades para as necessidades da missão. Ele demonstrou não apenas as esperadas inteligência e habilidade verbal, mas uma surpreendentemente rápida compreensão das questões e dos atores, lidando com as complicações com dinâmica, mostrando um dom para a decisão, uma capacidade de trabalho, um olho para os detalhes e um instinto de se impor que conquistou a aprovação de Honório [Hermeto] e, após alguma hesitação (supostamente porque Paranhos era um novato, no modo de pensar de Paulino Soares), o apoio de Paulino [Soares]". Bartolomé Mitre, um aliado do Brasil contra Rosas e que posteriormente se tornou presidente da Argentina, lembraria-se décadas depois que Paranhos havia sido a "alma" da missão diplomática bem sucedida liderada por Honório Hermeto.

## Partido Conservador

### Gabinete de Conciliação

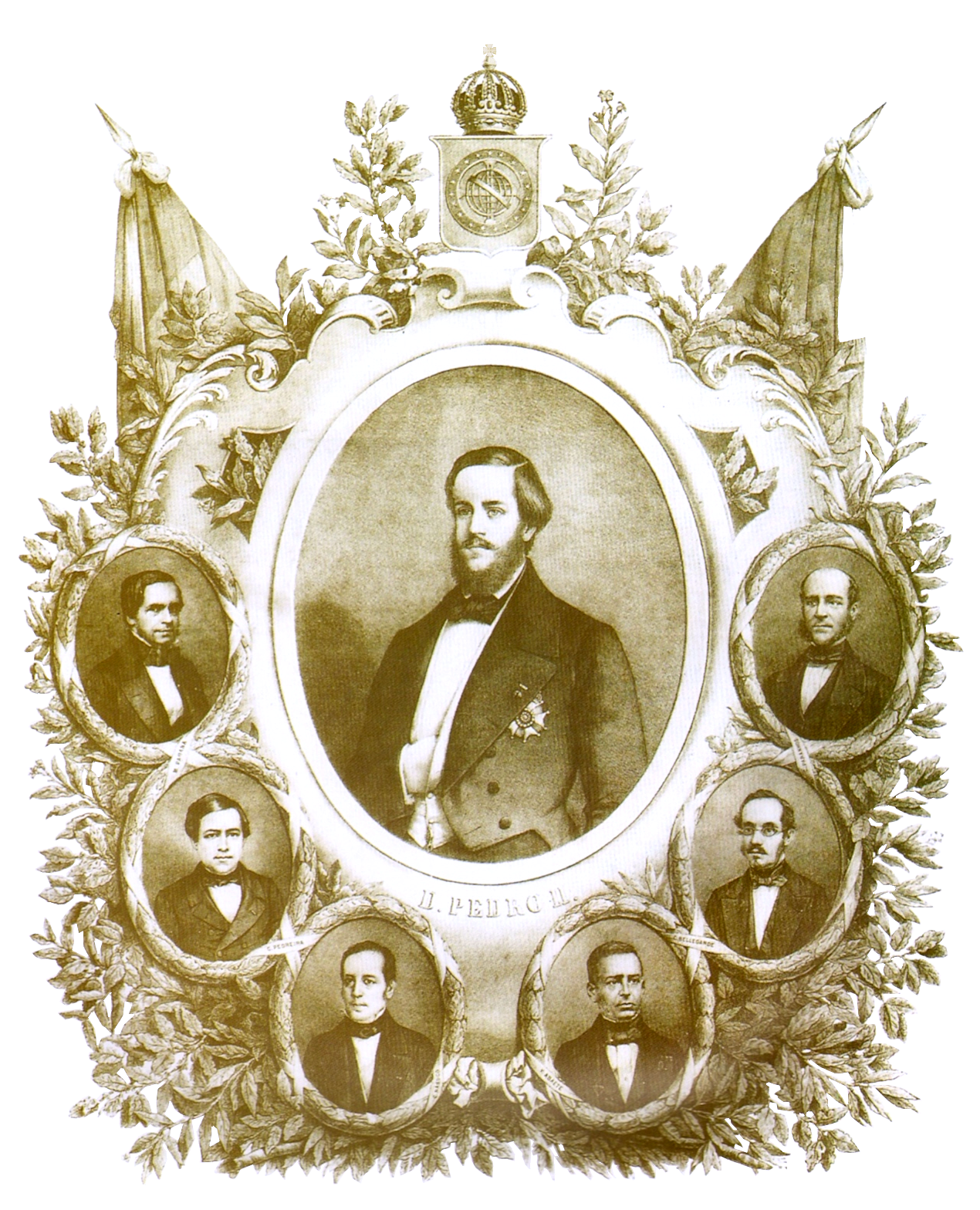
O Gabinete de Conciliação. Pedro II ao centro, Honório Hermeto na ponta esquerda e Paranhos na ponta direita.

Paranhos ficou para trás quando Honório Hermeto voltou para o Brasil, tendo sido nomeado o ministro diplomático brasileiro no Uruguai. Seu tempo no Uruguai lhe permitiu adquirir uma compreensão da dinâmica que caracterizava as nações hispano-americanas da época. Nesses países era comum a existência de crises intermitentes que levariam ou resultariam em golpes de estado, governos ditatoriais, partidarismo político e guerras civis. Uma tendência e habilidade para a diplomacia ficou evidente durante sua estadia – como notou em fevereiro de 1853 o satisfeito Visconde do Uruguai, ainda Ministro das Relações Exteriores: "De maneira geral, eu aprovo o que nossos representantes diplomáticos fazem; entretanto, quase sempre me parece que, caso eu estivesse em seus lugares, teria feito melhor. Mas com o Dr. Paranhos o pensamento não me ocorre. Todas as vezes que leio seus comunicados, digo a mim mesmo: 'Isto é precisamente o que eu teria feito ou dito'".
Honório Hermeto (agora Visconde do Paraná) foi nomeado em 6 de setembro de 1853 como o Presidente do Conselho de Ministros e encarregado de organizar um novo gabinete. Pedro II queria avançar seu próprio plano ambicioso, que ficou conhecido como "a Conciliação". O objetivo era colocar um fim na erupção periódica de conflitos armados entre facções políticas, como havia ocorrido da Revolta Praieira. Tinha se tornado comum para partidos que haviam perdido o poder pelas eleições tentar reconquistá-lo através da força. A Conciliação tinha a intenção de fortalecer o papel do parlamento na solução das disputas políticas. Ambos os partidos seriam obrigados a deixar o partidarismo político de lado e em vez disso dedicarem-se ao bem geral da nação.
Paraná convidou vários liberais a entrar no Partido Conservador e até mesmo nomeou alguns como ministros. Um deles era Paranhos, que virou o Ministro das Relações Exteriores em 1855 (ver Gabinete Paraná e Gabinete Caxias I) Ele ainda estava em Montevidéu quando soube que Paraná havia conseguido elegê-lo deputado em 1853. O gabinete foi muito bem sucedido, porém enfrentou desde o início grande oposição de membros do Partido Conservador que repudiavam os novos recrutas Liberais, acreditando que eles não partilhavam verdadeiramente dos ideais do partido e estavam principalmente interessados nos cargos públicos. Paraná demonstrou grande resiliência ao enfrentar ameaças e superar obstáculos e contratempos.
Paraná morreu repentinamente em setembro de 1856 e seu gabinete conseguiu sobreviver por apenas mais alguns meses. O imperador, apesar de cético quanto aos meios que a Conciliação foi implementada, aprendeu a apreciar seus méritos e queria que ela continuasse. O apoio de Pedro II deu uma nova chance à Conciliação e permitiu que Paranhos voltasse ao governo novamente em 12 de dezembro de 1858 como Ministro das Relações Exteriores (ver Gabinete Abaeté). A questão mais urgente que ele enfrentou foi a persistente recusa do governo do Paraguai em permitir que navios brasileiros acessassem a província do Mato Grosso. Na época a melhor e mais rápida maneira de chegar naquela distante província era viajar pelo Oceano Atlântico e entrar nos rios que fluíam pelas nações ao sul do Brasil. Um dos motivos da guerra contra a Argentina em 1851 fora garantir a livre passagem de navios. A crise entre o Brasil e o Paraguai se arrastava desde a época em que Paranhos fazia parte do gabinete de Paraná. Ele assinou um tratado em 12 de fevereiro de 1858 que permitia a livre navegação pelos rios paraguaios. Isso adiou o início de uma guerra, que viria a ocorrer em 1864.

### Liga Progressista

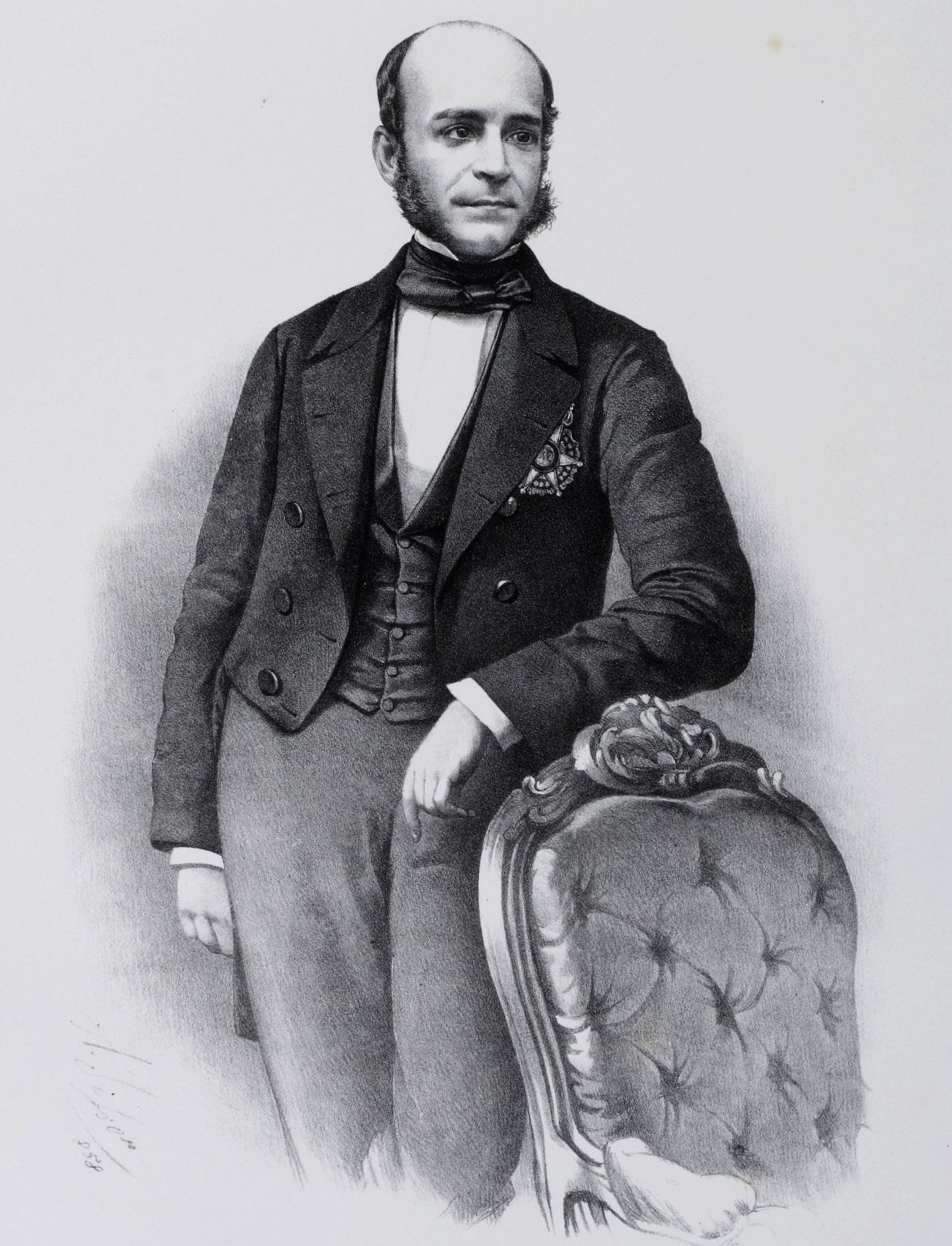
Paranhos c. 1858.

Os ultraconservadores que eram contra a política da Conciliação eram liderados por Joaquim José Rodrigues Torres, Visconde de Itaboraí, Eusébio de Queirós e o agora Visconde do Uruguai. Esses estadistas mais velhos eram da mesma geração de Paraná e haviam assumido a liderança do Partido Conservador após a morte dele. Apesar de Conservadores no nome, eles repetidas vezes em várias áreas mostraram-se mais progressistas que seus rivais Liberais. Uruguai virou o patrono de Paranhos desde a missão diplomática de 1851 e muito influenciou seu protegido, que inicialmente ficou com os ultraconservadores. Paranhos conseguiu persuadir Caxias (que havia sido o comandante geral brasileiro na Guerra do Prata, Ministro da Guerra no Gabinete de Conciliação e sucessor de Paraná na presidência do conselho) a permanecer do lado da velha guarda Conservadora.
Nenhum dos gabinetes durou muito depois de 1857. Eles rapidamente caíram pela falta de maioria na Câmara dos Deputados. O Partido Conservador estava dividido: de um lado estavam os ultraconservadores e do outro lado os conservadores moderados. Uma nova geração de políticos surgiu após o Gabinete de Reconciliação, querendo muito adquirir mais poder dentro do partido. Paranhos pertencia a esse grupo mais jovem. Esses homens viam seu caminho até o topo como estando bloqueado pelos Conservadores mais velhos, que não estavam dispostos a abrir mão do controle.
Os membros restantes do Partido Liberal, que definhava desde a Revolta Praieira de 1849, aproveitaram a aparente dissolução iminente do Partido Conservador para voltarem à política nacional com força renovada. Eles deram um duro golpe no governo em 1860 quando conseguiram vencer vários assentos na Câmara dos Deputados. O imperador pediu em 2 de março de 1861 para Caxias liderar um novo gabinete. Este escolheu Paranhos como Ministro da Fazenda (e Ministro das Relações Exteriores interino), que logo se tornou o braço direito de Caxias. Sua influência tornou-se tão grande que o novo ministério ficou conhecido como o "Gabinete Caxias–Paranhos".
O novo governo enfrentou um grande desafio: a Câmara dos Deputados estava dividida em três grupos: os ultraconservadores, os moderados e os Liberais. Caxias e Paranhos nomearam homens que eram ultraconservadores ou moderados para os ministérios restantes, uma tentativa de revigorar a oposição Liberal e consolidar uma maioria governamental. Mesmo conseguindo recrutar apoiadores suficientes vindos de fora do partido para formar um governo, o gabinete estava prejudicado desde o início por conta da falta de unidade interna. Ele foi condenado quando José Tomás Nabuco de Araújo Filho, amigo de Paranhos e antigo colega do Gabinete de Conciliação, fez um discurso que defendia a fusão dos Conservadores Moderados e os Liberais em um novo partido político.
O discurso foi recebido com tanto entusiasmo que ambos os grupos votaram como uma facção única e coesa, deixando o governo sem maioria. O gabinete pediu para Pedro II dissolver a câmara e convocar novas eleições, porém ele se recusou. Sem alternativa os ministros renunciaram, e em 24 de maio de 1862 o imperador nomeou um membro da coalizão Moderada-Liberal para formar um novo gabinete. O novo partido foi chamado de Liga Progressista, porém a maioria de seus membros eram Conservadores. O novo gabinete encerrou catorze anos de domínio Conservador. A derrota não foi uma perda total para Paranhos, já que fora nomeado por Pedro II como senador vitalício pelo Mato Grosso em novembro de 1862, logo depois de conseguir o maior número de votos na eleição. Ele assumiu seu posto como senador em 5 de março de 1863.

## Diplomata

### Guerra do Uruguai

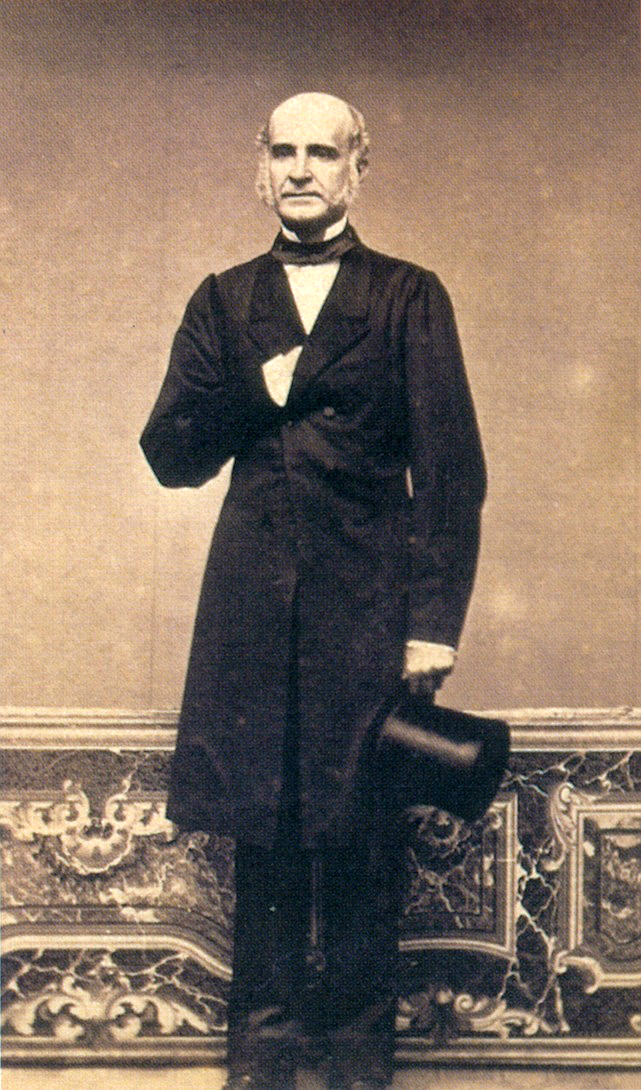
Paranhos c. 1864.

Outra guerra civil estourou no Uruguai e colocou seus partidos políticos uns contra os outros. O conflito interno levou ao assassinato de brasileiros e o saque de suas propriedades uruguaias. O gabinete Progressivo do Brasil decidiu intervir e enviou um exército, que invadiu o Uruguai em dezembro de 1864, iniciando a breve Guerra do Uruguai.
Francisco Solano López, o ditador do Paraguai, aproveitou a situação uruguaia para estabelecer seu país como uma potência regional. Ele ordenou em novembro de 1864 que um navio a vapor brasileiro fosse tomado, iniciando a Guerra do Paraguai. Em dezembro o exército paraguaio invadiu a província do Mato Grosso (atual estado do Mato Grosso do Sul). Quatro meses depois o Paraguai invadiu o território da Argentina em preparação para um ataque contra a província brasileira de São Pedro do Rio Grande do Sul.
Aquilo que parecia uma simples intervenção militar de curta duração acabou levando a uma guerra total no sudeste da América do Sul. O gabinete Progressivo nomeou Paranhos como ministro plenipotenciário. Sua missão era terminar o conflito com o Uruguai para que o Brasil pudesse concentrar sua atenção na ameaça mais séria imposta pelo Paraguai. Ele chegou na capital argentina Buenos Aires em 2 de dezembro de 1864. Paranhos assinou um tratado com o governo uruguaio em 20 de fevereiro de 1865, encerrando a guerra. Ele não apenas conseguiu trazer a paz más também forjou uma aliança entre o Brasil, a Argentina e os rebeldes do Uruguai (que formaram o novo governo pós-guerra) contra o Paraguai. O pacto mais tarde seria oficialmente assinado como o Tratado da Tríplice Aliança.
O almirante Joaquim Marques Lisboa, Barão de Tamandaré (mais tarde Marquês de Tamandaré), comandante geral das forças brasileiras e membro da Liga Progressista, reclamou com o gabinete sobre os acordos engenhados por Paranhos. Na época que o tratado foi concluído, Montevidéu estava cercada por tropas brasileiras e sob bloqueio pela marinha. Tamandaré e o gabinete estavam ansiosos pelo fim do conflito que resultaria na conquista da capital inimiga e no aumento da popularidade do governo brasileiro. Entretanto, Paranhos impediu tal resultado. Ele foi demitido do cargo em retaliação pela conclusão sem derramamento de sangue. Ao voltar para o Brasil ele se defendeu no senado: "Digam [...] o que quiserem sobre o ato diplomático de 20 de fevereiro; vocês não serão capazes de tirar de mim esta grande convicção: o pensamento que naquela solução eu salvei a vida de 2 000 compatriotas, [e] evitei a destruição de uma importante capital". Mesmo assim, ele recebeu prêmios no Uruguai, na Argentina e até mesmo no Brasil por suas realizações ao engenhar o fim do conflito e formar uma aliança.

### Guerra do Paraguai

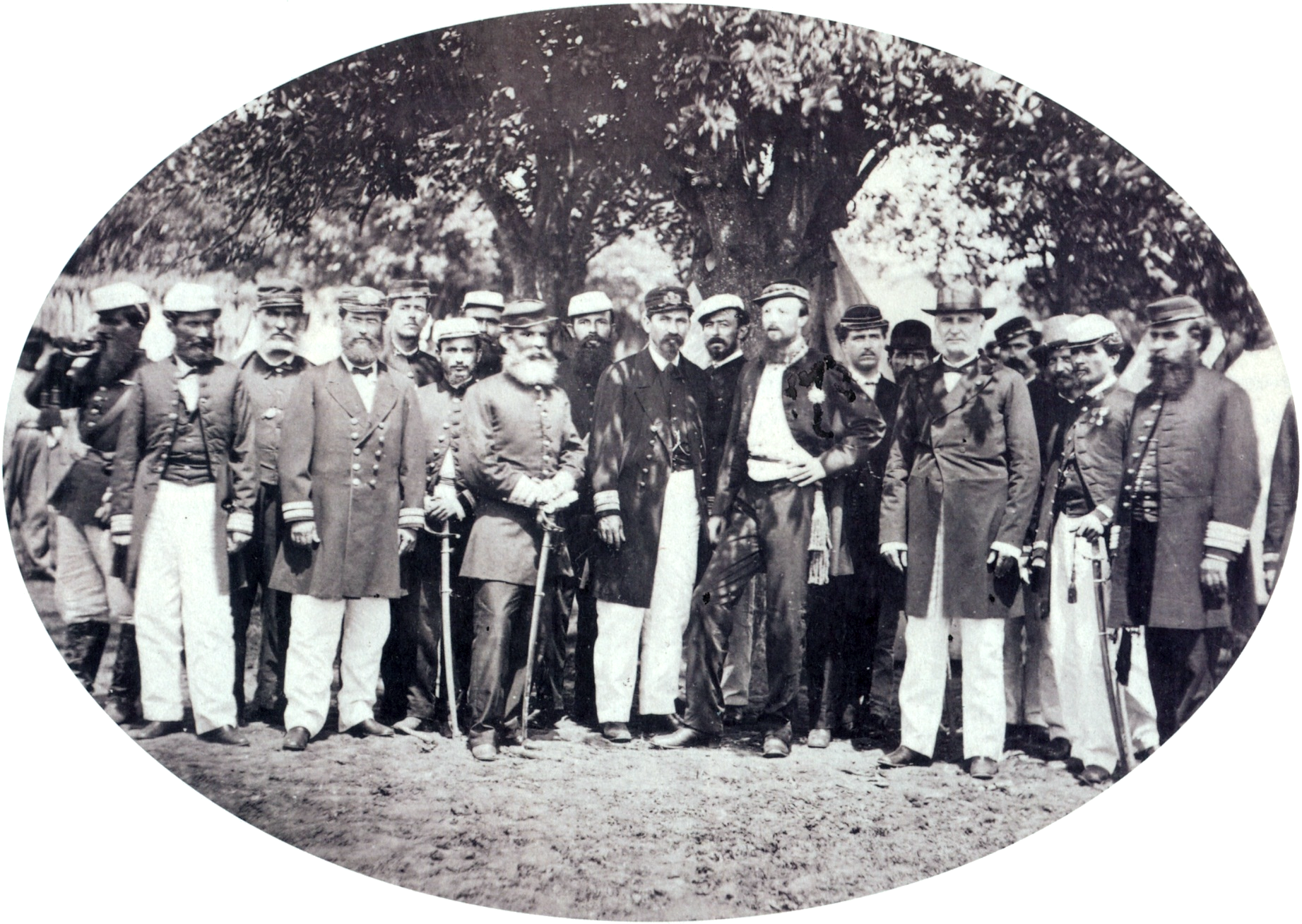
O Conde d'Eu (com a mão na cintura) com Paranhos (à sua esquerda, de calça branca e cartola) e Alfredo d'Escragnolle Taunay (entre os dois) junto com oficiais brasileiros em 1870.

A Liga Progressista foi marcada desde seu início por conflitos internos entre a ala Progressista (os antigos Moderados Conservadores) e os Históricos (os antigos Liberais). Todos os gabinetes formados pela liga depois de 1862 duraram pouco. A invasão paraguaia em 1864 levou a um conflito muito mais extenso do que era esperado, aumentando as tensões dentro do partido. Ocorreu uma briga em 1868 entre Caxias (comandante geral das forças brasileiras na guerra) e o gabinete Progressivo, fazendo com que os ministros renunciassem depois de perderem sua credibilidade para prosseguir com a guerra. Pedro II acabou chamando os Conservadores de volta para o poder em julho. Mais uma vez Paranhos – que desde 18 de agosto de 1866 era membro extraordinário do Conselho de Estado – se tornou Ministro das Relações Exteriores (ver Gabinete Itaboraí II).

A ascensão do Partido Conservador forçou a união dos Progressistas e os Históricos – algo que eles não haviam conseguido realizar enquanto estavam no poder. A coalizão Progressista–Histórica foi rebatizada como Partido Liberal (o terceiro a ter esse nome na história do Brasil). Sua ala mais radical se declararia em 1870 como republicana – um sinal dos tempos para o fim da monarquia no final da década seguinte.

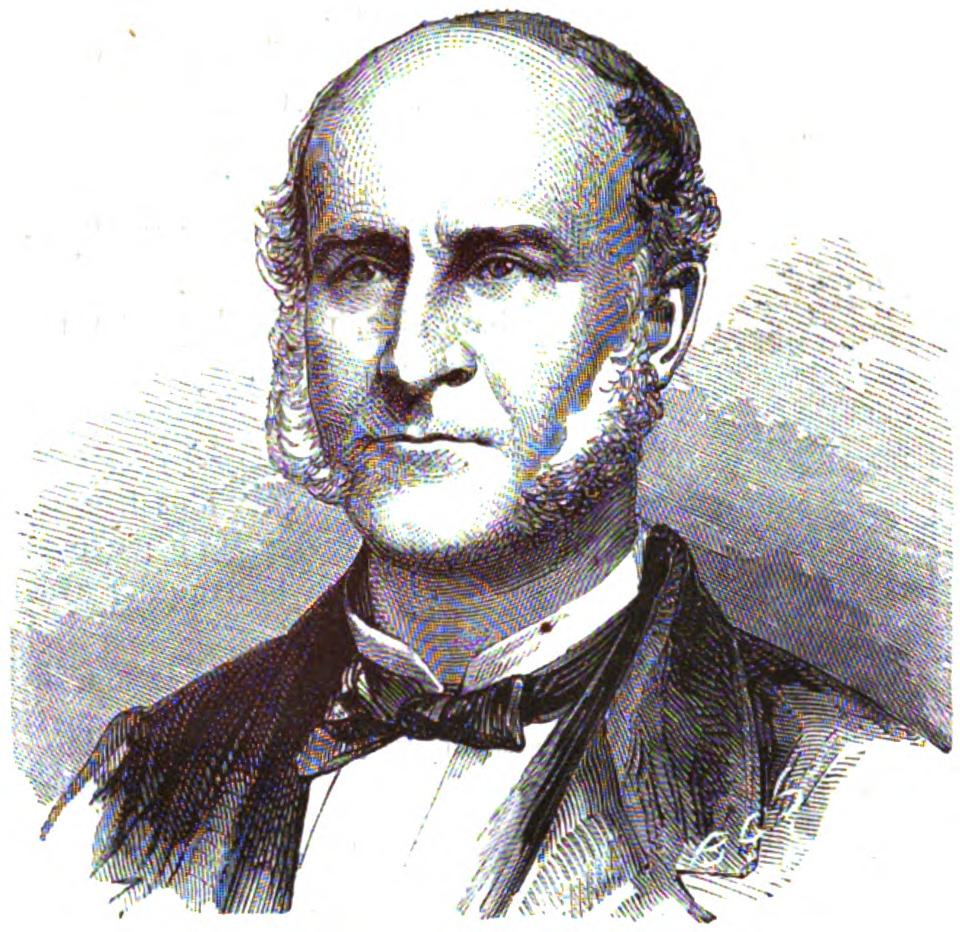
Gravura de Rio Branco no hebdomadário parisiense L'Illustration, 1865.

A capital paraguaia Assunção foi tomada em 1 de janeiro de 1869, levando à crença difundida que a guerra estava próxima de seu fim. Paranhos partiu para Assunção em 1 de fevereiro como ministro plenipotenciário com o objetivo de concluir um acordo de paz. Ele levou consigo como secretário seu filho mais velho José Maria da Silva Paranhos Júnior (posterior Barão do Rio Branco). Os dois eventualmente viriam a romper relações devido a um caso entre Paranhos Júnior e uma atriz belga que produziria vários filhos. Apesar do casal ter vivido junto, eles nunca se casaram e nunca houve um reconhecimento formal da existência dela e de seus filhos. Paranhos desaprovava a vida pessoal do filho, que era considerada escandalosa para a sociedade brasileira do século XIX. Paranhos Júnior viria a ter uma grande carreira como Ministro das Relações Exteriores muito depois da morte de seu pai e o estabelecimento do republicanismo no Brasil. Ele passou a ser considerado como um dos maiores heróis da nação por seu papel importantíssimo ao definir as fronteiras internacionais do país, sendo oficialmente designado como o patrono da diplomacia brasileira.
A missão diplomática chegou em Assunção no dia 20 de fevereiro de 1869. O lugar era na época uma pequena cidade de ruas de terra e muitos prédios feitos de pouco mais que palha. O país não tinha um governo com López fugindo. Paranhos teve que criar um governo provisório que poderia assinar o tratado e reconhecer a fronteira reivindicada pelo Brasil. Mesmo com o Paraguai devastado, o vácuo político deixado pela deposição de López foi rapidamente preenchido por facções emergentes que Paranhos precisava acomodar. De acordo com o historiador Francisco Doratioto, Paranhos, "o então maior especialista brasileiro em assuntos platinos", teve um papel "decisivo" ao criar um governo paraguaio democrático. Dessa forma o Paraguai permaneceu como país independente. Mais tarde em 20 de junho de 1870, foram assinados os protocolos preliminares de paz. O acordo de paz final aceitando as reivindicações do Brasil foi assinado em janeiro de 1872.
Paranhos teve que lidar com outra séria questão enquanto estava no Paraguai. O príncipe Gastão, Conde d'Eu – neto do rei Luís Filipe I da França e marido de D. Isabel, Princesa Imperial e herdeira de Pedro II – havia sucedido Caxias como o comandante geral das forças brasileiras. O príncipe entrou em depressão depois de um bom começo com sucessivas vitórias contra os restos do exército de López. Paranhos acabou se tornando o comandante-geral de facto do exército. López foi encontrado e morto em 1 de março de 1870, encerrando a guerra. O imperador conferiu a Paranhos no dia 20 de junho o título de Visconde do Rio Branco (o nome do rio que o Paraguai reivindicava como sua fronteira com o Brasil) com a distinção de Grandeza. Rio Branco (como Paranhos ficou conhecido) se tornou membro do Conselho de Estado em 20 de outubro.

## Presidente do Conselho de Ministros
Mais Informações: Gabinete Rio Branco

### Primeiro-ministro

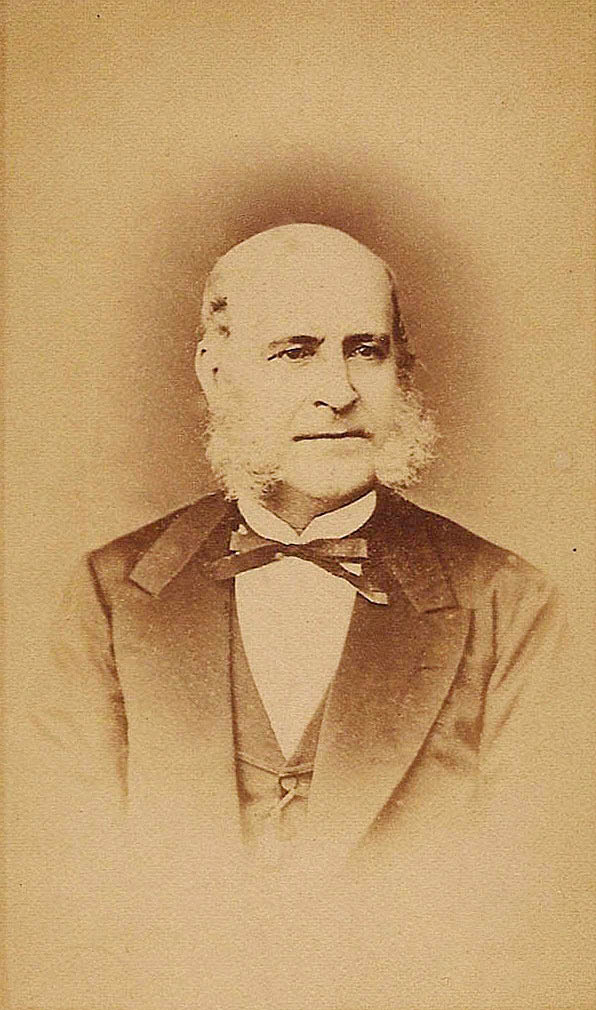
Rio Branco c. 1871.

Enquanto ainda estava no Paraguai, Rio Branco foi chamado de volta ao Brasil tendo recebido notícias adiantadas que Pedro II tinha a intenção de lhe oferecer o cargo de Presidente do Conselho de Ministros. O imperador estava querendo aprovar um controverso projeto de lei que alforriaria imediatamente crianças nascidas de mulheres escravas. O império havia passado por grandes mudanças desde que Rio Branco havia começado sua carreira política. Décadas de paz interna, estabilidade política e prosperidade econômica criaram uma situação em que tudo "parecia estar bem definido para o futuro" – embora o tempo iria provar o contrário. O fim da Guerra do Paraguai trouxe consigo aquilo que viria ser considerada como a "Era de Ouro" e apogeu do Império do Brasil. A reputação internacional do país de estabilidade política melhorou muito, junto com o progressivismo e o potencial de investimento que, com exceção dos Estados Unidos, eram inigualáveis por outra nação americana. A economia começou a passar por um rápido crescimento e a imigração aumentou. Foram adotados vários projetos de modernização como ferrovias e comércio. Com o fim da escravidão já se aproximando "e outras reformas projetadas, as perspectivas de 'avanços morais e materiais' pareciam vastas".
Pedro II planejou uma viagem pela Europa e que consequentemente resultaria em sua ausência por quase um ano. Em seu lugar, sua filha Isabel tornou-se a regente do império. Ela era jovem e inexperiente e dessa forma Rio Branco não poderia contar com a intervenção imperial para ajudá-lo na aprovação da lei anti-escravidão do imperador. Nessa época, a velha guarda Conservadora havia ficado para trás e ele liderava o partido. Rio Branco formou seu gabinete em 7 de março de 1871 e ele iria durar até 25 de junho de 1875 – o segundo mais longo da história do império. Rio Branco tornaria-se o primeiro-ministro de maior mandato da história brasileira. Exceto um, todos os seus ministros eram jovens e inexperientes. Apenas um deles alcançou proeminência: João Alfredo Correia de Oliveira, que como presidente do conselho conseguiria em 13 de maio de 1888 a aprovação da Lei Áurea, que acabou completamente com a escravidão no Brasil.

### Lei do Ventre Livre

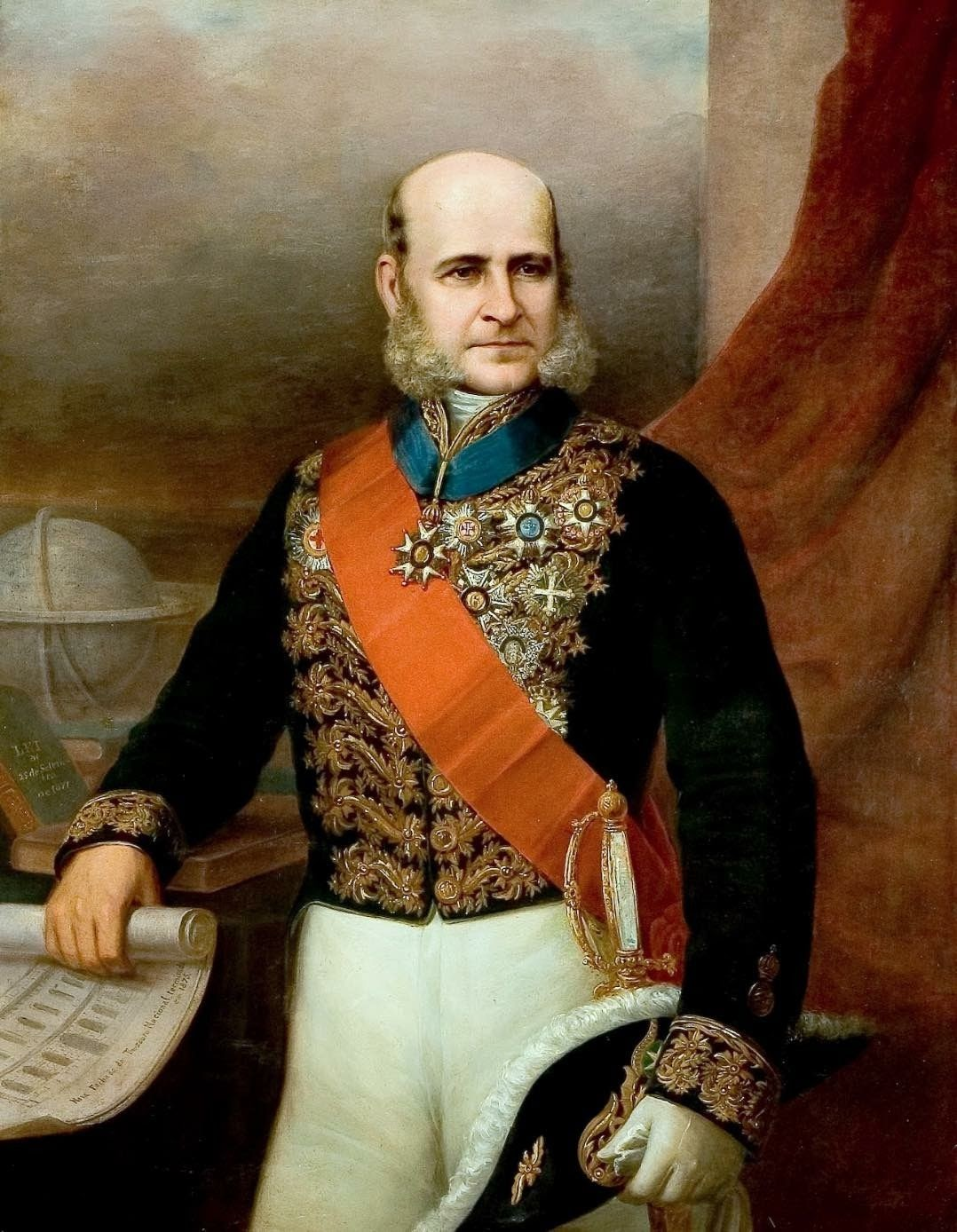
Rio Branco em 1875 por Antônio de Sousa Lobo.

O projeto de lei para alforriar crianças nascidas de mulheres escravas (e dessa forma limitar a duração da escravidão para o período de vida dos escravos ainda vivos) foi apresentado na Câmara dos Deputados em 12 de maio de 1871. Ele enfrentou "uma oposição determinada, que contava com o apoio de cerca de um terço dos deputados e que pretendia organizar a opinião pública contra a medida". De acordo com o historiador José Murilo de Carvalho, Rio Branco "teve que usar toda sua energia extraordinária e habilidade de liderança para convencer os deputados", já que havia oposição de membros tanto do Partido Conservador quando do Liberal. Ele realizou 21 discursos na câmara e no Senado defendendo a aprovação de legislação. A abolição da escravatura tinha grande oposição nos principais círculos de poder. Até o próprio Rio Branco tinha sido inicialmente contra a proposta, temendo seu impacto na estabilidade nacional, porém ele começou a acreditar depois de 1867 que a medida era necessária.
A legislação foi forçada através da Câmara dos Deputados pelo repetido uso de moções de fechamento para agilizar seu processo. O projeto de lei foi finalizado no final de agosto e levado ao Senado para consideração. O Senado finalmente aprovou a medida em 27 de setembro de 1871. Isabel assinou a legislação no dia seguinte e ela ficou conhecida como a "Lei do Ventre Livre". De acordo com a historiadora Lidia Besouchet, naquele momento "ninguém [no Brasil] tinha mais popularidade que Rio Branco". Artigos o elogiando e contando sua história de vida e carreira apareceram em jornais dos Estados Unidos, Argentina, Reino Unido, França, Itália, Portugal, Espanha e outras nações estrangeiras. Para Besouchet, a aprovação da lei foi o apogeu da carreira política de Rio Branco.
Apesar da realização, a aprovação da lei danificou seriamente as perspectivas de longo prazo do império. Ela "dividiu os Conservadores no meio, uma facção apoiou as reformas do gabinete de Rio Branco, enquanto a segunda – conhecida como 'escravocratas' – eram implacáveis em sua oposição". A última era formada pelos ultraconservadores, liderados por Paulino José Soares de Sousa, 2.º Visconde do Uruguai. A legislação e o poio que Pedro II fez com que os ultraconservadores deixassem de ser incondicionalmente leais a monarquia.

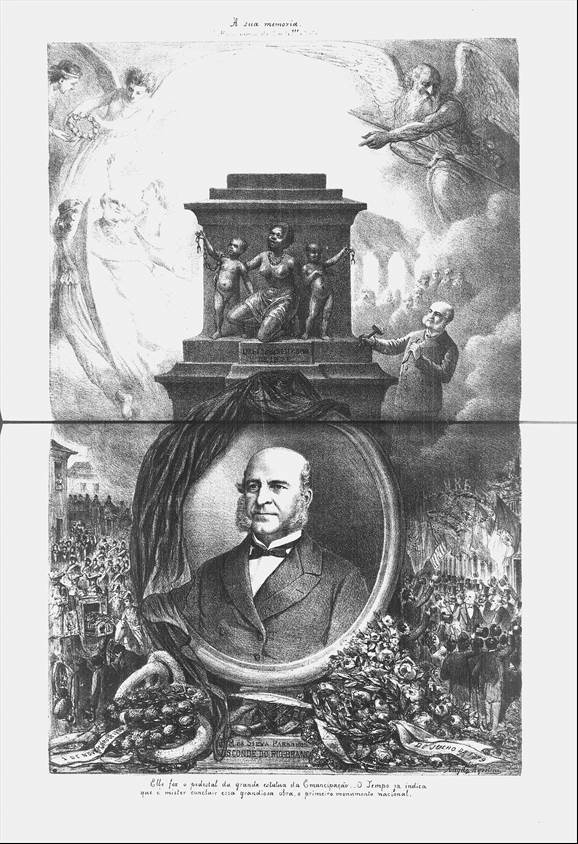
Homenagem da Revista Illustrada ao Visconde do Rio Branco e à Lei do Ventre Livre.

O Partido Conservador havia anteriormente passado por uma séria divisão na década de 1850, quando o apoio total do imperador à política de Conciliação permitiu o surgimento da Liga Progressista. A diferença naquela época era que os ultraconservadores contra a Conciliação viam Pedro II como indispensável para o funcionamento do sistema político: um árbitro final e imparcial na ameaça de impasse. Esta nova geração de ultraconservadores, diferentemente de seus predecessores, não tinha passado pelo Período Regencial e os primeiros anos do reinado do imperador, quando os perigos externos ameaçavam a existência da nação. Eles apenas conheciam a prosperidade e uma administração estável. Os políticos mais jovens não viam motivos para manter e defender o cargo imperial como força unificadora benéfica para o país.
Além da questão da escravidão, o gabinete avançou várias medidas para tratar pedidos de reformas políticas e administrativas. Entretanto, todas elas – incluindo a Lei do Ventre Livre – foram apenas parcialmente eficientes por causa de vários buracos. As crianças nascidas de mulheres escravas, apesar de declaradas livres mesmo depois da sanção da lei, eram mantidas pelos donos de escravos até os 21 anos. Era verdade que "incapaz de se reproduzir, a escravidão eventualmente desapareceria", porém o status quo foi mantido por pelo menos mais duas décadas. Na prática, como o historiador Roderick J. Barman resumiu, a "lei mudou tudo e mudou nada". Outras reformas também tinham deficiências. A legislação da reforma policial de 1871 teoricamente limitava os poderes da polícia de realizar prisões arbitrariamente e protegia as liberdades civis, porém essas limitações eram geralmente ignoradas.

### Questão religiosa

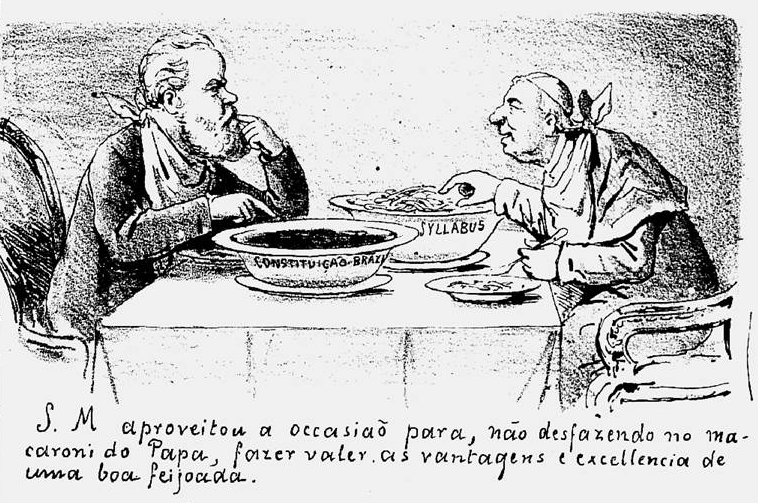
Caricatura satirizando a Questão religiosa. A legenda diz: "Sua Majestade aproveitou a ocasião para, não desfazendo no macaroni do Papa, fazer valer as vantagens e excelência de uma boa feijoada".

O governo teve que lidar enquanto isso com uma crise séria e prolongada envolvendo a Igreja Católica. O catolicismo era a religião oficial do Brasil e existia certo grau de controle do Estado herdado do domínio português, incluindo a nomeação de clérigos. Isso levou a uma situação em que o clero católico era visto como sendo insuficiente, indisciplinado e mal educado, criando uma perda de autoridade moral e respeito popular pela igreja. Houve várias medidas com a intenção de enfraquecer a autoridade papal sobre a igreja brasileira, incluindo a suspensão em 1856 da aceitação de noviços em mosteiros e a introdução do direito de apelação à coroa em 1857 sobre a maioria das questões religiosas, com nenhuma das duas tendo sido aceitas em Roma.
O governo imperial queria reformar a igreja e nomeou vários bispos reformadores e cultos. Apesar de esses bispos concordarem com o governo sobre a necessidade de uma reforma, eles não compartilhavam a visão de Pedro II sobre a subserviência da igreja para o governo, tendendo a serem influenciados pelo ultramontanismo que enfatizava lealdade ao papado sobre os poderes civis.
Um dos bispos da nova geração era D. Vital Maria Gonçalves de Oliveira, o Bispo de Olinda. Ele expulsou em maio de 1872 todos os maçons que de alguma forma estavam relacionados com as irmandades paroquias da cidade de Recife. Todas as formas de maçonaria há muito haviam sido proibidas para todos os católicos sob a pena de excomunhão.
Rio Branco era grão-mestre da Grande Oriente do Brasil, a maior loja maçônica brasileira. Não se sabe exatamente quando ou como ele se tornou um maçom, porém ele era membro desde pelo menos 1840. A maçonaria brasileira não era vista como hostil com a igreja da mesma maneira que as lojas europeias. Na opinião de Roderick J. Barman, nem "o presidente do Conselho nem seus associados poderiam ser acusados de ateísmo ou hostilidade à religião".

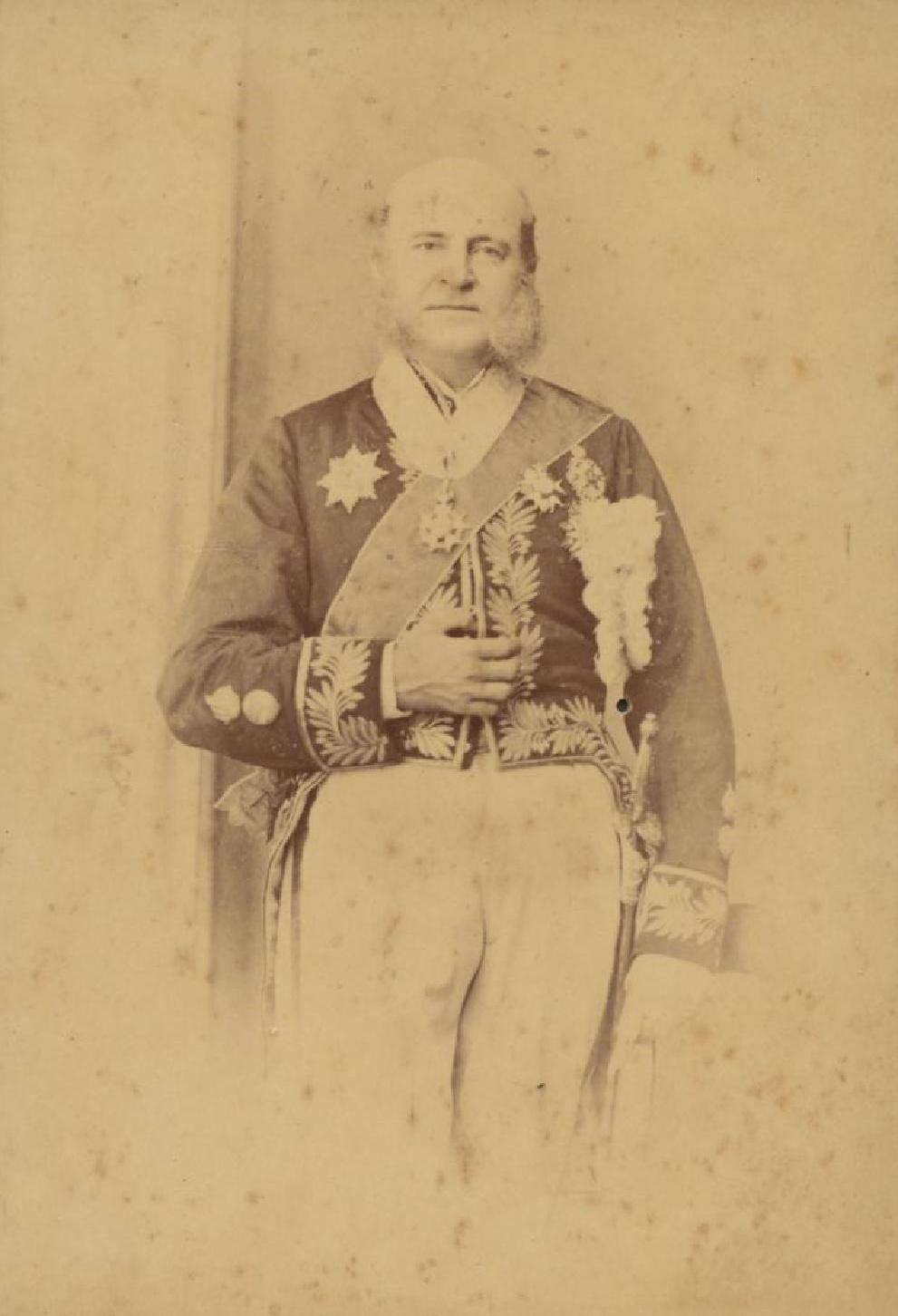
Rio Branco c. 1875.

O governo ficou do lado dos maçons e contra a igreja, ordenando que D. Vital voltasse atrás, algo que ele se recusou a fazer. A recusa fez com que os bispos fossem julgados em 1874 na Suprema Corte de Justiça e condenados a quatro anos de trabalhos forçados, que foi comutada para quatro anos de prisão sem trabalho. Rio Branco explicou em uma carta datada de agosto de 1873 que acreditava que o governo "não poderia comprometer o caso" já que "envolve princípios essenciais para a ordem social e soberania nacional". Essas ações estavam de acordo com seus próprios pontos de vista, porém suas convicções foram reforçadas pelas conclusões idênticas do imperador. Pedro II considerava Rio Branco como seu político favorito e um segundo no comando que ele podia confiar. O monarca teve um papel decisivo ao apoiar as ações do governo contra os bispos. O historiador Roderick J. Barman criticou a falta de independência que Rio Branco mostrou em relação a Pedro II, dizendo que o presidente do conselho apenas seguia políticas que não desagradavam o imperador ou que tinham seu total apoio. O julgamento a aprisionamento dos bispos foi muito impopular.
Enquanto isso a imposição do sistema métrico causou insatisfação no nordeste do país em 1874. Balanças e medidores métricos foram destruídos pelo povo e registros de impostos e de terras foram queimados. O movimento foi chamado de Quebra Quilos e não teve um impacto duradouro – porém veio a ilustrar a insatisfação popular e foi um caso embaraçoso para o governo.
Suspeitou-se que as revoltas do Quebra Quilos estavam sendo toleradas pelos padres, e isso junto com a prisão dos bispos chamou a atenção para o governo imperial preso em uma situação sem possibilidades de vitória. A crise seria apenas aliviada pela substituição de todo o gabinete e a relutante anistia dos bispos por parte do imperador. O historiador Heitor Lira culpou Rio Branco, seu gabinete, os bispos e principalmente Pedro II pela confusão. Todos os envolvidos mostraram falta de tato e suas intransigências apenas pioraram a situação – mais ainda para a própria monarquia. A maior consequência da crise foi o clero deixando de ver benefícios no apoio ao imperador. Apesar de eles o terem abandonado, a maioria ainda aguardava ansiosamente a ascensão de sua filha e herdeira Isabel por causa de suas visões ultramontantistas.

## Últimos anos

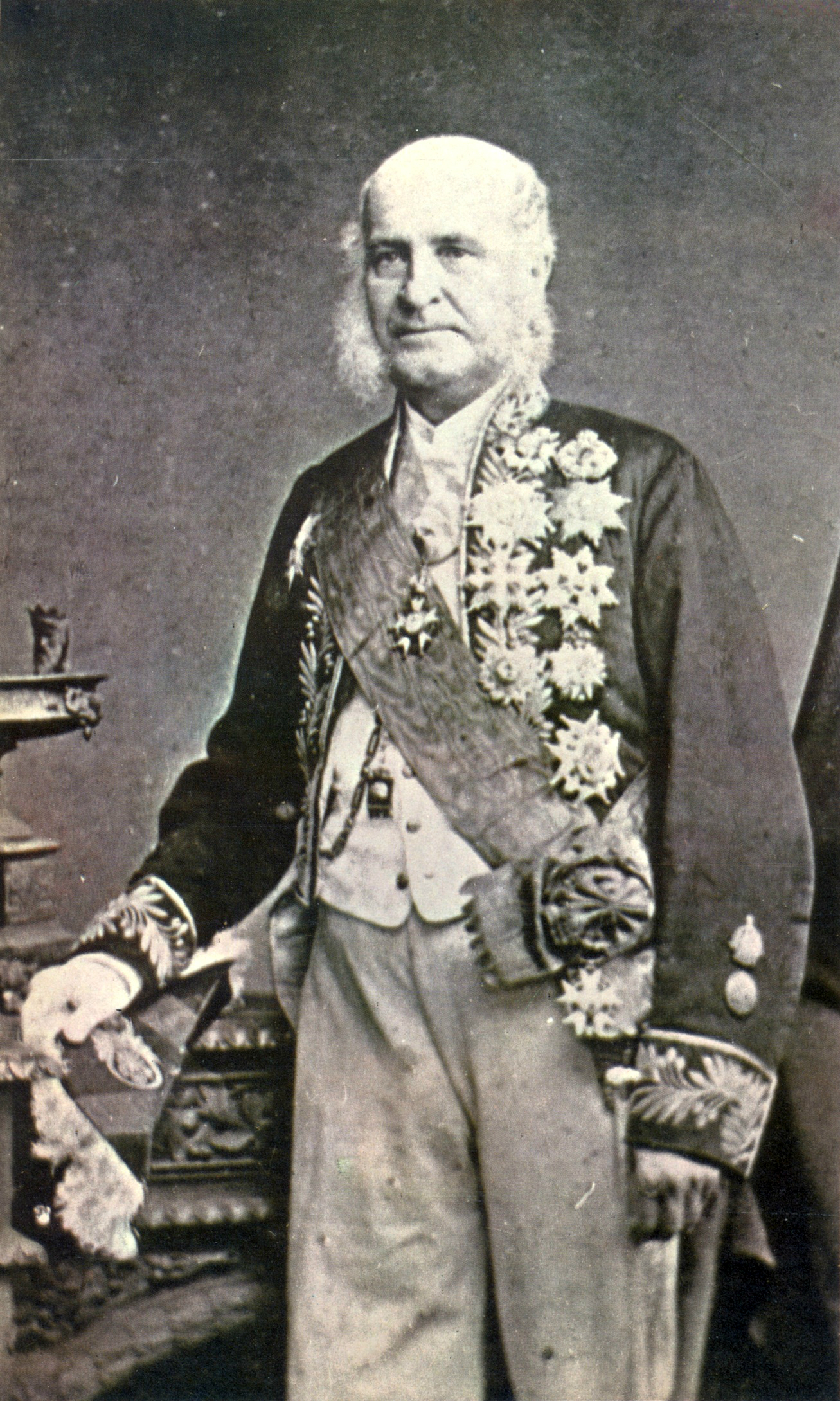
Última fotografia de Rio Branco em 1880.

O gabinete de Rio Branco estava cada vez mais dividido e seus ministros renunciaram em junho de 1875, tendo servido durante quatro anos. A viabilidade do gabinete tinha sido prejudicada pela Questão Religiosa com a igreja e por uma crise financeira internacional que causou a falência de vários bancos brasileiros. O imperador tentou em vão convencer Rio Branco a continuar como chefe de governo. Ele respondeu em uma carta: "Sabe Vossa Majestade que eu desejo entregar o meu posto a quem melhor possa ocupar. Se não enfermei ainda em público, não é duvidoso que estou cansado". Pedro II não queria nomear o 2.º Visconde do Uruguai como substituto de Rio Branco para impedir que a facção ultraconservadora voltasse ao poder. Assim ele chamou Caxias para liderar um novo gabinete.
O gabinete de Caxias durou por quase três anos até os Liberais assumirem o governo em janeiro de 1878. Rio Branco decidiu fazer uma viagem de um ano pela Europa já que o Partido Conservador tinha se tornado a oposição, passando por vários países. Ele se encontrou com a rainha Vitória do Reino Unido, o rei Humberto I da Itália, o papa Leão XIII e outros líderes. Ele também visitou seu filho mais velho, que na época estava vivendo em Liverpool como cônsul do Brasil. Porém não se encontrou com os netos, não se sabendo se por ter se recusado ou pelo filho não lhes ter apresentado. Rio Branco foi recebido com grandes celebrações por todos os portos que passou assim que voltou para o Brasil: em Recife, sua natal Salvador e por fim chegando em 30 de julho de 1879 no Rio de Janeiro.
Porém, ele estava morrendo. Os primeiros sintomas de um câncer de boca começaram a aparecer enquanto ainda estava na Europa. Rio Branco era um fumante pesado, diariamente fumando até trinta charutos cubanos importados de Havana especialmente para ele. Ele ainda estava fazendo aparições no parlamento e discursando até julho de 1880, mas depois dessa data não conseguia mais comparecer. Rio Branco mesmo assim manteve-se informado sobre os desenvolvimentos políticos e continuou a comparecer nas reuniões do Conselho de Estado. Anteriormente ele já havia se aposentado como professor em 1877.
Ele ainda era capaz de falar sem problemas até o dia 30 de outubro. Seus médicos realizaram várias cirurgias em vão e o câncer acabou se alastrando para sua garganta. Ele sofreu um forte ataque de meningite durante uma noite. Rio Branco disse em um delírio causado pela febre que "Não perturbem a marcha do elemento servil [para seu fim]". Seu último aviso foi ignorado, já que em vez de deixar a escravidão morrer lentamente, seus últimos resquícios foram repentinamente extintos em 1888 pela Lei Áurea, assinada pela princesa Isabel e pelo então presidente do conselho João Alfredo Correia de Oliveira. Rio Branco morreu às 7h05min do dia 1 de novembro de 1880 na cidade do Rio de Janeiro. Suas últimas palavras foram: "Eu confirmarei perante Deus tudo aquilo que afirmei aos homens".

## Legado

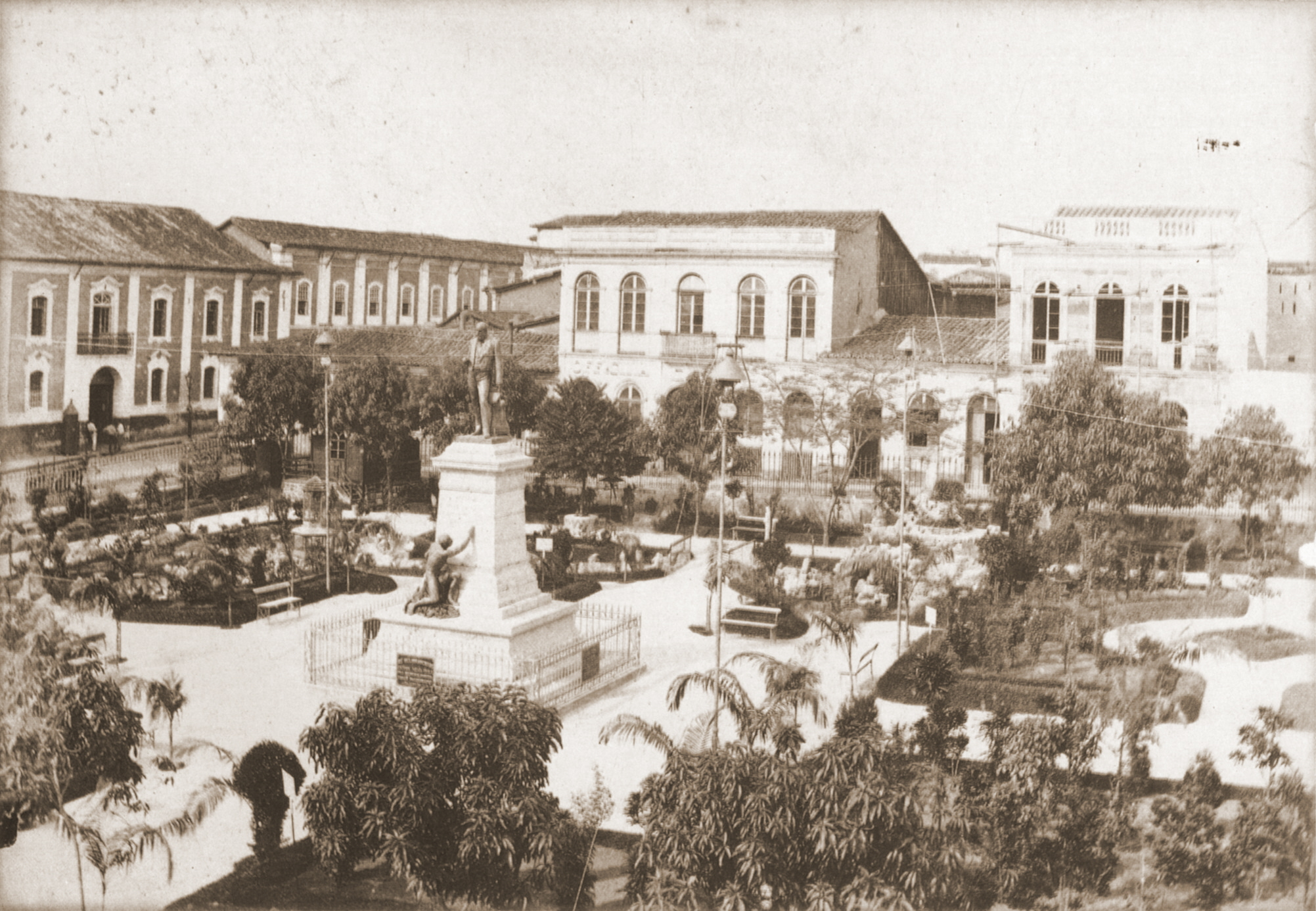
A Praça Visconde do Rio Branco na cidade de Belém, Pará, c. 1880.

A morte de Rio Branco foi recebida com muita tristeza por toda a nação. Nas palavras do próprio Pedro II ela foi "uma grande perda para o Brasil". No dia seguinte de seu falecimento mais de vinte mil pessoas foram para as ruas do Rio de Janeiro acompanhar sua grandiosa procissão fúnebre. Ele foi honrado com elegias e salvas de tiros.
A abrupta abolição da escravidão, que Rio Branco era contra, ocorreu oito anos depois de sua morte. O resultado foi a alienação da facção ultraconservadora do Visconde do Uruguai e poderosos interesses políticos. Eles formaram uma aliança com republicanos e oficiais militares descontentes que por fim levaram a abolição do império em 15 de novembro de 1889.
O líder abolicionista brasileiro Joaquim Nabuco escreveu no final do século XIX que Rio Branco era, de todos os políticos do reinado de Pedro II, aquele mais adequado para o cargo de Presidente do Conselho de Ministros. Nabuco o considerou como um dos maiores estadistas do império. Entretanto, ele também disse que existiam muitos outros políticos que eram bem melhores legisladores e criadores de doutrinas que Rio Branco. Porém diferentemente de outros, que eram brilhantes em uma ou outra habilidade, mas falhos em outras, Rio Branco era bom – porém não excepcional – em todas. Em outras palavras era um generalista competente. A visão de Nabuco era que Rio Branco talvez não fosse o melhor líder em períodos tumultuosos – como na anarquia que se instaurou durante a minoridade do imperador ou ao final de algum período de caos quando ações fortes eram necessárias – por causa da sua falta de habilidades de primeira classe. Mesmo assim ele era a escolha perfeita para em uma época de paz e estabilidade onde suas várias habilidades poderiam brilhar. Essas características se encaixavam perfeitamente na situação do Brasil em 1871 quando Rio Branco se tornou Presidente do Conselho de Ministros.
De acordo com o historiador Heitor Lira, Rio Branco foi o maior político de sua época, com apenas o Marquês do Paraná estando no mesmo nível, porém mesmo assim Paraná "não possuía nem a serenidade, nem a maleabilidade política, nem a visão objetiva de Rio Branco". O historiador José Murilo de Carvalho afirmou que "Rio Branco foi sem dúvida o mais completo estadista da época". Ronaldo Vainfas escreveu que ele era "um típico conservador modernizante, que procurou implementar as reformas propagandeadas pelos liberais, esvaziando o programa político da oposição".
A historiadora Lidia Besouchet acredita que Rio Branco foi "um dos principais apoiadores [da monarquia]" e com sua morte – junto com a de outros políticos veteranos – fez o império começar a entrar em colapso (uma visão partilhada por outros historiadores). Hélio Viana o considerou "um dos estadistas mais notáveis do Império". Já o historiador Roderick J. Barman teve uma visão bem menos elogiosa, dizendo que apesar dele ter tido "sucesso como ministro e diplomata", além de "ter mais do que provado suas capacidades" durante a ausência do monarca, Rio Branco "não possuía, como Paraná, o temperamento e a reputação política para agir de modo independente do imperador. Ele era mais como um agente de D. Pedro II".

## Títulos e honras

Brasão do Visconde do Rio Branco. Seu lema era Deus et Labor (Deus e Trabalho).

### Nobreza
- 20 de junho de 1870: Visconde do Rio Branco (com Grandeza)[91]

### Honras
- Dignitário da Imperial Ordem do Cruzeiro do Sul[148]
- Comandante da Imperial Ordem da Rosa[148]
- Grã-Cruz da Imperial Ordem de Nosso Senhor Jesus Cristo[148]
- Grã-Cruz da Ordem de Nossa Senhora da Conceição de Vila Viçosa[148]
- Grã-Cruz da Ordem Nacional da Legião de Honra[148]
- Grã-Cruz da Ordem da Águia Branca[148]
- Grã-Cruz (1.ª Classe) da Ordem de Santa Ana[148]
- Grã-Cruz (1.ª Classe) da Ordem de Leopoldo[148]
- Grã-Cruz da Ordem dos Santos Maurício e Lázaro[148]
- Grã-Cruz da Ordem de Carlos III[148]

### Outros
- Membro do Conselho de Estado[75]
- Membro do Instituto Histórico e Geográfico Brasileiro[149]
- Membro honorário da Sociedade Antiescravidão[106]